# Уэллс, Аллан
А́ллан Уи́ппер Уэ́ллс, MBE (англ. Allan Wipper Wells; род. 3 мая 1952, Эдинбург) — британский легкоатлет-спринтер, чемпион и серебряный призёр Олимпийских игр 1980 года в беге на 100 и 200 метров. Кавалер ордена Британской империи.

## Биография
Не окончил школу, бросив её в 15 лет. Работал учеником судового механика. Вступил в спортивный клуб «Эдинбургские южные разбойники». Занимался лёгкой атлетикой. Пробегал 100 метров за 11 секунд, не рассчитывая первенствовать в этой дисциплине. Решил специализироваться в прыжках в длину. Наблюдая телетрансляции Олимпийских игр в Мюнхене, был поражён выступлениями Валерия Борзова. На тренировке получил травму пальца на правой ноге, перенёс операцию. Восстановившись, показал результат 7 м 30 см. Пробовал свои силы в беге на 400 м. В 1976 году начал тренироваться под руководством Уилсона Янга, убедившего Аллана вернуться в спринт и применившего на тренировках ряд оригинальных методик (занятия с боксёрской грушей, старт без стартовых колодок). Расставшись с Янгом, тренировался у своей жены Маргот.

## Спортивная карьера
На Олимпийских играх в Москве завоевал золотую медаль в беге на 100 метров и серебряную в беге на 200, проиграв 0,2 секунды итальянцу Пьетро Меннеа. На 100-метровке британец выиграл олимпийское золото впервые с 1924 года. В эстафете 4×100 метров сборная Великобритании стала четвёртой.
На первом чемпионате мира стал четвёртым в забегах на 100 и 200 метров.
В 1984 году на Олимпиаде в Лос-Анджелесе на 100 метрах не смог выйти в финал, а в эстафете 4×100 метров британцы стали седьмыми.
На чемпионате Европы 1986 года стал четвёртым и пятым в забегах на 100 и 200 метрах соответственно.
После завершения карьеры работал тренером сборной Великобритании по бобслею.

## Личная жизнь
Жена Аллана — Маргот также занималась лёгкой атлетикой и впоследствии работала тренером.